# Viktor Radev
Viktor Bonev Radev (in bulgaro Виктор Бонев Радев?; Marica, 19 novembre 1936 – 31 agosto 2014) è stato un cestista bulgaro.

## Carriera
Con la Bulgaria ha disputato due edizioni dei Giochi olimpici (Melbourne 1956, Roma 1960), i Campionati mondiali del 1959 e cinque edizioni dei Campionati europei (1955, 1957, 1959, 1961, 1963).